# Johann I. (Pfalz-Simmern)
Johann I. von Pfalz-Simmern (* 15. Mai 1459 in Starkenburg; † 27. Januar 1509 in Starkenburg) war Pfalzgraf und Herzog von Simmern aus der Familie der Wittelsbacher.

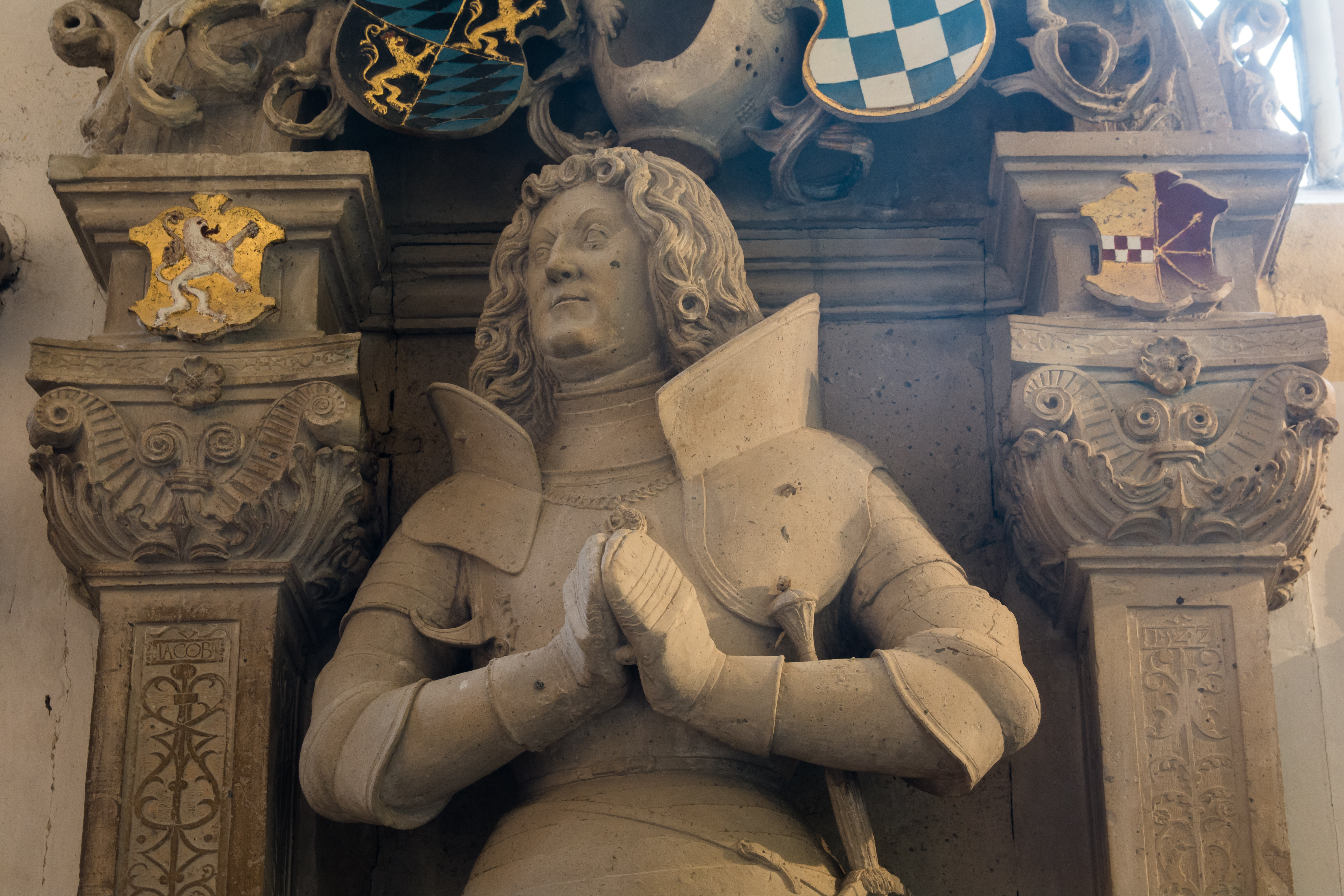
Detail des Grabdenkmals in der Stephanskirche in Simmern

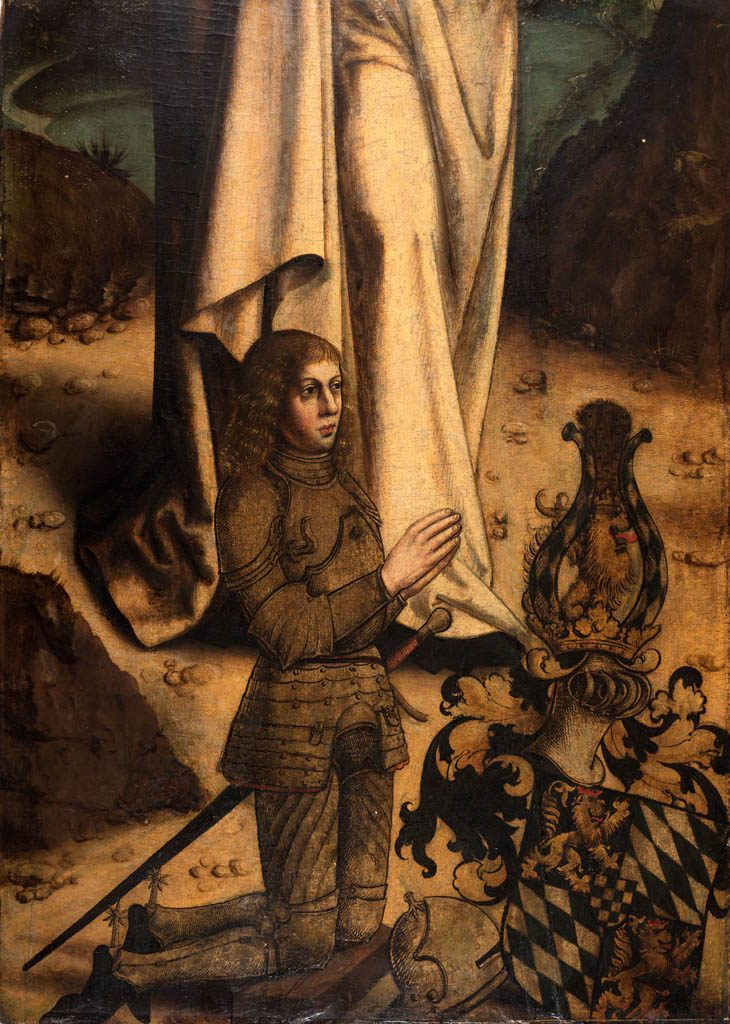
Fragment eines Altarflügels mit kniendem Stifter, vermutlich Herzog Johann I. von Pfalz-Simmern

## Leben
Johann war der Sohn und Nachfolger des  Friedrich I. von Simmern (1417–1480) aus dessen Ehe mit Margarete von Egmond (1436–1486), Tochter des Herzogs Arnold von Geldern.
Johann I. kümmerte sich verstärkt um den Ausbau der Residenz Simmern. Er legte den Grundstein für die Stephanskirche (bzw. erweiterte einen Vorgängerbau), und das Rathaus. Außerdem zeichnet er sich um die Fertigstellung des Franziskanerklosters St. Wolfgang (Barfüßerkloster) in Bad Kreuznach verantwortlich.
1480 erbte er von seinem Vater Simmern-Sponheim. Im Landshuter Erbfolgekrieg gelang es Johann Neutralität zu bewahren, was sein Land, im Gegensatz zur Kurpfalz, vor der Verheerung bewahrte. Er konnte zusätzlich im Ergebnis des Krieges sein Land um Teile der vorderen Grafschaft Sponheim erweitern.
Herzog Johann wurde in der neu errichteten Fürstengruft in der Stephanskirche beigesetzt.

## Ehe und Nachkommen
Johann heiratete 1481 Johanna (1464–1521), Tochter des Grafen Johann II. von Nassau-Saarbrücken, mit der er folgende Kinder hatte:
- Friedrich (*/† 1490)
- Johann II. (1492–1557), Pfalzgraf von Simmern

⚭ 1. 1508 Prinzessin Beatrix von Baden (1492–1535)
⚭ 2. 1554 Gräfin Marie Jakobine von Oettingen (1525–1575)
- Friedrich (1494–?), Dompropst in Straßburg